# Перидисковые
Перидисковые (лат. Peridiscaceae) — семейство покрытосеменных двудольных растений порядка Камнеломкоцветные (Saxifragales). Содержит 4 рода и 13 видов. Род Whittonia, похоже, вымер, так как он был известен лишь по одному экземпляру, обнаруженному ниже водопада Кайетур в Гайане, а попытка найти ещё образцы этого растения, предпринятая в 2006 году, успехом не увенчалась.

## Ареал
Ареал представителей семейства разобщённый. Так, Peridiscus произрастает в Венесуэле и на севере Бразилии, Whittonia — в Гайане, Medusandra — в Камеруне и Soyauxia — в тропической части Западной Африки.

## Ботаническое описание
Следующее описание было составлено путём объединения описаний Medusandra и Peridiscus, выполненных Джоном Хатчинсоном, а также описаниями Soyauxia, Peridiscus и Whittonia, составленных Клеменсом Байером (англ. Clemens Bayer).
Peridiscaceae — небольшие деревья и карабкающиеся кустарники. Листья с прилистниками, простые, очерёдные, цельнокрайные или мелкозубчатые (Medusandra). Листовые черешки подушковидные. Прилистники в пазухах листьев, иногда они прикрывают пазушные почки.
Соцветие представляет собой гроздь из пазушных кистей или колосьев, грозди часто редуцируются до одной или двух кистей. Цветки двуполые, актиноморфные. Чашелистики свободные, их число может варьировать от 4 до 7. У Medusandra и Soyauxia 5 лепестков, а у Peridiscus и Whittonia их нет совсем.
У Medusandra отсутствуют нектарники и имеется 5 тычинок, расположенных супротивно лепесткам, и чередующихся с ними длинных, опушённых стаминодиев. В других случаях многочисленные тычинки расположены кольцом вокруг дисковидного нектарника. У Medusandra и Soyauxia пыльники четырёхдольные, у Peridiscus и Whittonia они состоят из 2 частей.
Части околоцветника расположены ниже завязи, поэтому завязь верхняя. У Peridiscus она, однако, является полунижней, поскольку завязь находится внутри крупного, мясистого диска. Гинецей состоит из 3 или 4 плодолистиков, которые, срастаясь в нижней части, образуют одногнёздную завязь. Плацентация верхушечная, с двумя яйцеклетками в верхней части каждого плодолистика. У Medusandra и Soyauxia завязь имеет центральный столбик. Каждый плодолистик несёт стилидий, и, таким образом, они хорошо разделены в верхней части завязи.
Плод односемянный, у Medusandra и Soyauxia это — коробочка, у Peridiscus и Whittonia — костянка.

## История
Джордж Бентам впервые ввёл название рода Peridiscus в 1862 году, указывая при этом лишь один вид рода — Peridiscus lucidus. Он поместил его в группу, которую он назвал «триба Flacourtieae», которая потом стала известна как семейство Флакуртиевые (лат. Flacourtiaceae). Бентам описал этимологию этого названия, но, как правило, считается, что это название указывает на то, что тычинки прикреплены вдоль внешнего края диска нектарника.
Дэниел Оливер впервые употребил название рода Soyauxia в 1880 году, описывая вид Soyauxia gabonensis. Он поместил его в семейство Страстоцветные (лат. Passifloraceae). Он назвал его в честь немецкого ботаника Германа Суайо (Hermann Soyaux) со словами: 

Мсье Суайо, ныне проживающий в Габоне, вполне заслуживает, чтобы его имя носило одно из интереснейших открытий в том регионе.
Выделение семейства Флакуртиевые впоследствии было признано, как сказал Герман Слоймер (Hermann Sleumer), ошибкой, а Peridiscus с самого начала являлся одним из самых сомнительных его членов. Принимая во внимание эти положения, в 1947 году Жуан-Жералду Кульман (João Geraldo Kuhlmann) выделил этот род в самостоятельное семейство.
В 1952 году Джон Бренан (англ. John Brenan) назвал и описал род Medusandra, выделив его в самостоятельное семейство Medusandraceae. В 1953 году Бренан перенёс род Soyauxia из страстоцветных в Medusandraceae, но немногие согласились с такой классификацией. В 1954 году Джон Хатчинсон и Джон Мак-Юэн Дэлзиел (англ. John McEwen Dalziel) последовали Бренану во втором издании своей «Флоры Западной тропической Африки». Хатчинсон, впрочем, вскоре от этого отказался, в некоторых деталях пояснив, почему он считает, что Medusandra и Soyauxia по его мнению не являются родственниками.
В 1962 году Ноэл Сэндвит (Noel Y. Sandwith) назвал и описал Whittonia. В соответствующей статье Чарлз Меткаф (Charles Russell Metcalfe) обсуждал близкое родство этого рода с родом Peridiscus. Четыре десятилетия спустя семейство Peridiscaceae было представлено как семейство неясного таксономического положения, содержащее 2 рода.
В 2000 году были проведены исследования ДНК по гену rbcL у Whittonia и в дальнейшем было использовано при молекулярных филогенетических исследованиях эвдикот. По результатам этих работ Peridiscaceae было помещено в одну кладу с семействами Повойничковые (лат. Elatinaceae) и Мальпигиевые (лат. Malpighiaceae), что явилось полностью неожиданным. Основываясь на этой филогении, APG поместила Peridiscaceae в порядок Мальпигиецветные (лат. Malpighiales), когда составлялась система APG II (2003). Вскоре выяснилось, что rbcL у Whittonia на самом деле — химера, образованная ДНК неизвестных растений, загрязнявших образец. Последующих попыток извлечь ДНК из Whittonia предпринято не было.
В 2004 году при изучении ДНК Peridiscus было установлено, что повойничковые и мальпигиевые действительно являются родственными семействами, а семейство Peridiscaceae относится к порядку Камнеломкоцветные (лат. Saxifragales). Medusandra и Soyauxia тем временем были представлены в системе APG II в группе «Таксон неясного положения».
ДНК Soyauxia в конечном итоге была получена, и в 2007 году выяснилось, что ближе всего по степени родства этот род стоит к Peridiscus и, возможно, Whittonia. Впоследствии этот результат получил морфологическое подтверждение, и Soyauxia была незамедлительно перенесена в Peridiscaceae. Это исследования также показало веские доводы для включения Peridiscaceae в порядок камнеломкоцветные, но не открыло, каково должно быть положение этого семейства в порядке.
В 2008 году были проведены работы по исследованию большого количество данных ДНК из хлоропластов, а также некоторых митохондриальной и ядерной ДНК, которые установили родство Peridiscaceae остальным камнеломкоцветным.
Предполагалось, что Medusandra должна относиться к мальпигиецветным, но филогения этого порядка, проведённая в 2009 году, поместила Medusandra в порядок камнеломкоцветные. Авторы включили этот род и несколько других членов камнеломкоцветных в особую группу, видя строгие основания для выделения клады [Medusandra + (Soyauxia + Peridiscus)]. В системе APG III (2009) семейство Peridiscaceae было пополнено за счёт включения родов Medusandra и Soyauxia. 57 лет назад Джон Бренан предвидел родственные связи между Medusandra и Soyauxia.

## Филогения
Ниже представлено филогенетическое древо Peridiscaceae. Роды Peridiscus и Whittonia, несомненно, являются родственниками, на что указывает сходство их морфологических черт.

|  | Soyauxia                                                 |
|  |                                                          |
|  | \| \| Peridiscus \| \| \| \| \| \| Whittonia \| \| \| \| |
|  |                                                          |
|  | Peridiscus                                               |
|  |                                                          |
|  | Whittonia                                                |
|  |                                                          |

|  | Peridiscus |
|  |            |
|  | Whittonia  |
|  |            |

|  | Soyauxia                                                 |
|  |                                                          |
|  | \| \| Peridiscus \| \| \| \| \| \| Whittonia \| \| \| \| |
|  |                                                          |
|  | Peridiscus                                               |
|  |                                                          |
|  | Whittonia                                                |
|  |                                                          |

|  | Peridiscus |
|  |            |
|  | Whittonia  |
|  |            |

## Таксономия
- Whittonia
  - Whittonia guianensis
- Peridiscus
  - Peridiscus lucidus
- Soyauxia[3]
  - Soyauxia bipindensis
  - Soyauxia floribunda
  - Soyauxia gabonensis
  - Soyauxia glabrescens
  - Soyauxia grandifolia
  - Soyauxia laxiflora
  - Soyauxia ledermannii
  - Soyauxia talbotii
  - Soyauxia velutina
- Medusandra[4]
  - Medusandra mpomiana
  - Medusandra richardsiana